# Geely Emgrand
Geely Emgrand — (кит. 吉利帝豪; пиньин Jílì Dìháo) среднеразмерный автомобиль, выпускаемый китайской автомобилестроительной компанией Geely. 

## Первое поколение (Emgrand EC7; 2010)
Седан первого поколения под названием Geely Emgrand EC7 (FE-1) дебютировал в Китае в 2009 году, позже у модели появилась версия с кузовом хэтчбек. Партнёрами компании Geely по проекту выступили признанные лидеры в области проектирования и производства.
В 2012 году автомобиль вышел на российский рынок, сборку «Джили Эмгранд» организовали на заводе «Дервейс» в Черкесске. Модель предлагалась с бензиновыми моторами 1.5 (92 л. с.) и 1.8 (126–128 л. с.), для старшего двигателя также предлагался вариатор.
В 2013 году была представлена электрическая версия, которая получила название Emgrand ЕС7-EV.

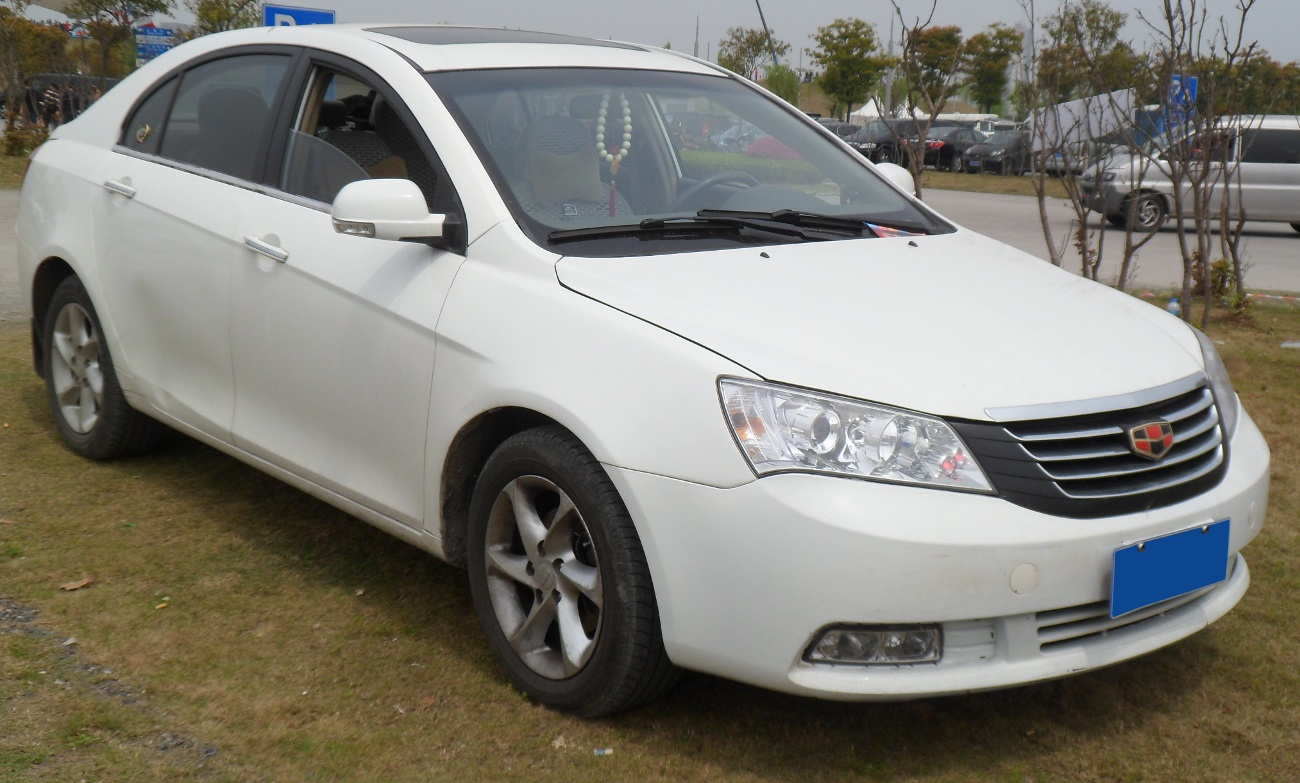
Emgrand EC7 спереди
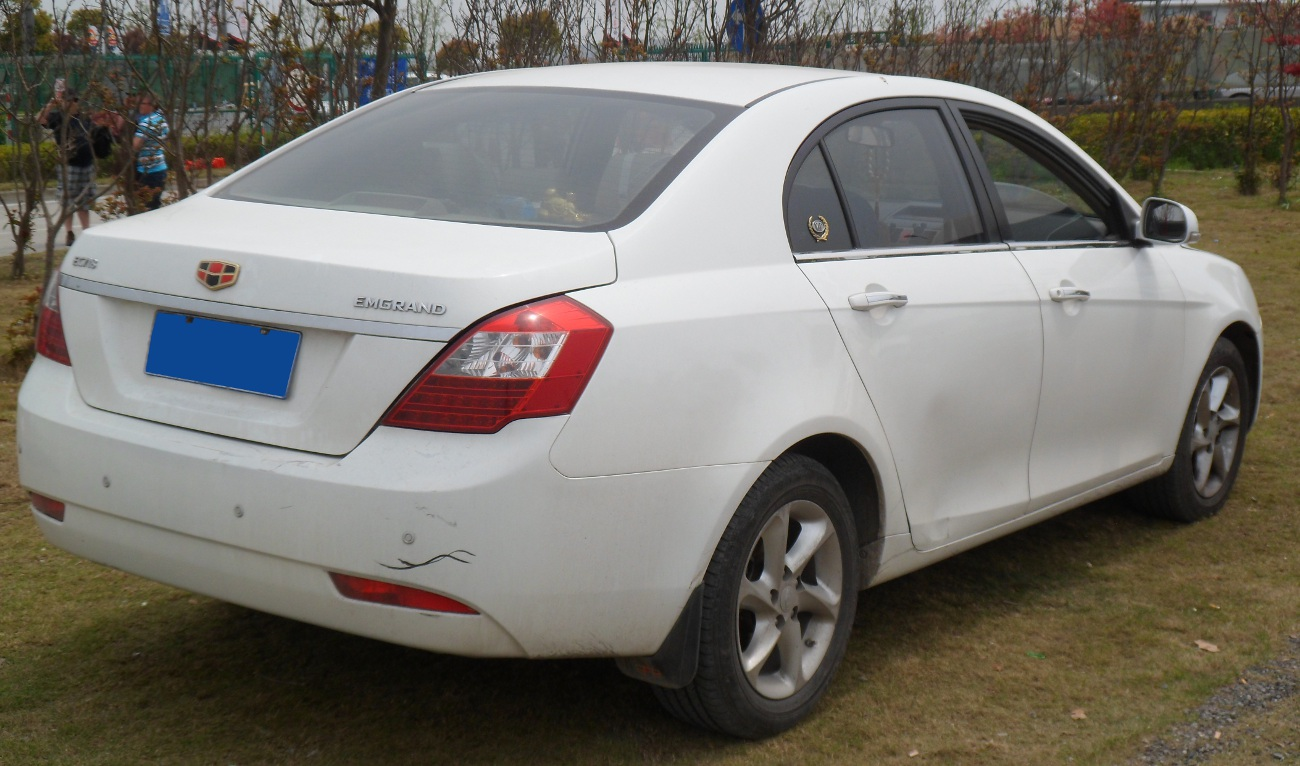
Emgrand EC7 сзади

## Второе поколение (Emgrand 7; 2014)
Второе поколение было представлено публике на Пекинском автосалоне 2014 года с новой эмблемой Geely Earth. Автомобиль базировался на той же платформе, что и EC7.
На белорусский и российский рынок обновлённая версия вышла в 2016 году под названием Geely Emgrand 7 (FE-03) и только в кузове седан. Теперь машины собирали не в Черкесске, а на белорусском заводе «БЕЛДЖИ». Автомобиль получил обновлённый дизайн и более мощные двигатели: 1,5-литровый развивал 106 сил, а 1,8-литровый — 129 л. с. Оба двигателя сочетались с пятиступенчатой механической коробкой передач, а для версии с двигателем 1.8 л. предлагался вариатор. 

### Рестайлинг (2016)
Седан Emgrand второго поколения претерпел рестайлинг в 2016 году, получив решетку радиатора Geely Cosmos, измененные задние фонари и полностью новый интерьер. До рынков РБ и РФ рестайлинговая версия добралась в 2018 году.

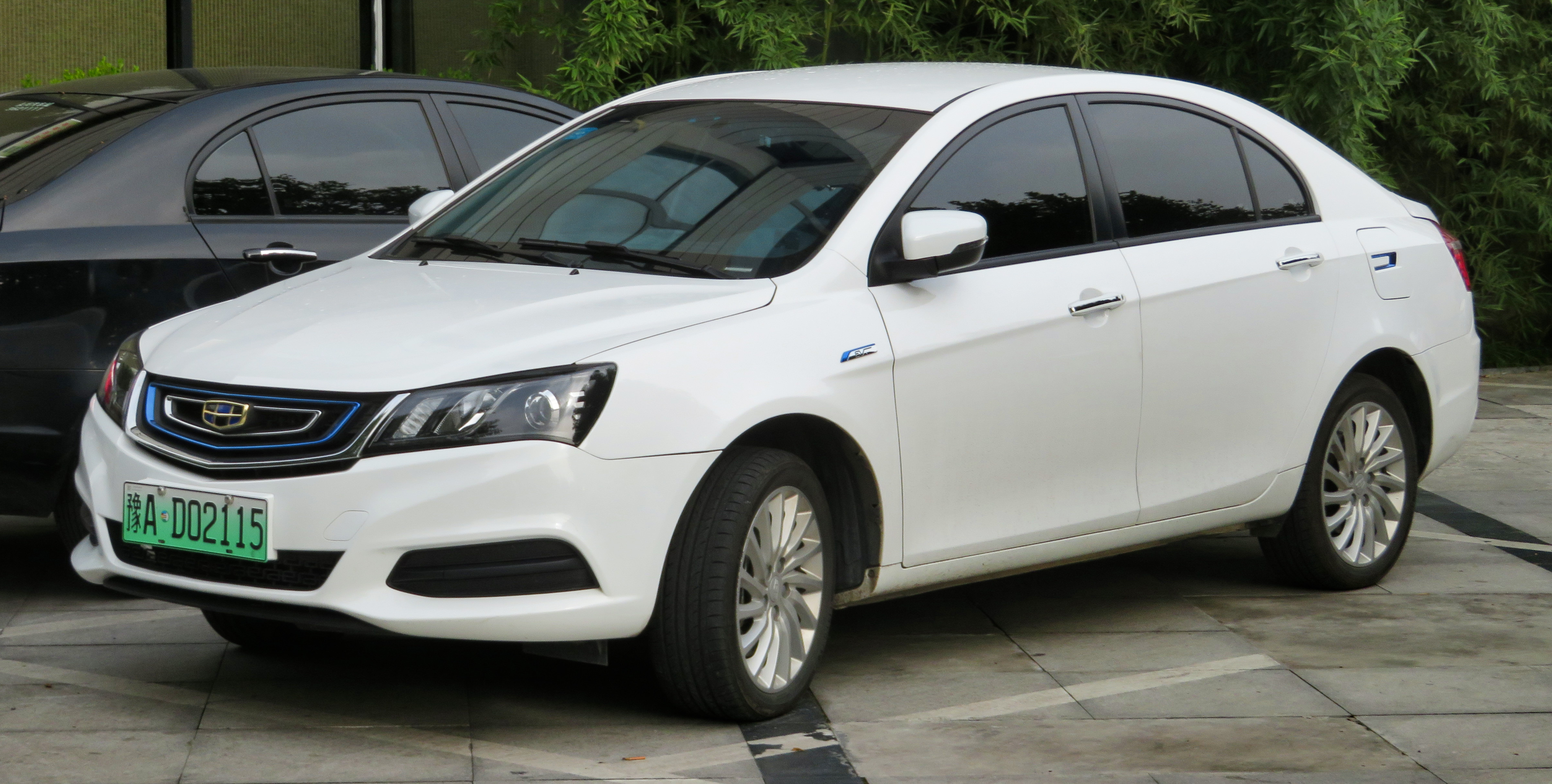
Geely Emgrand EV рестайлинг спереди
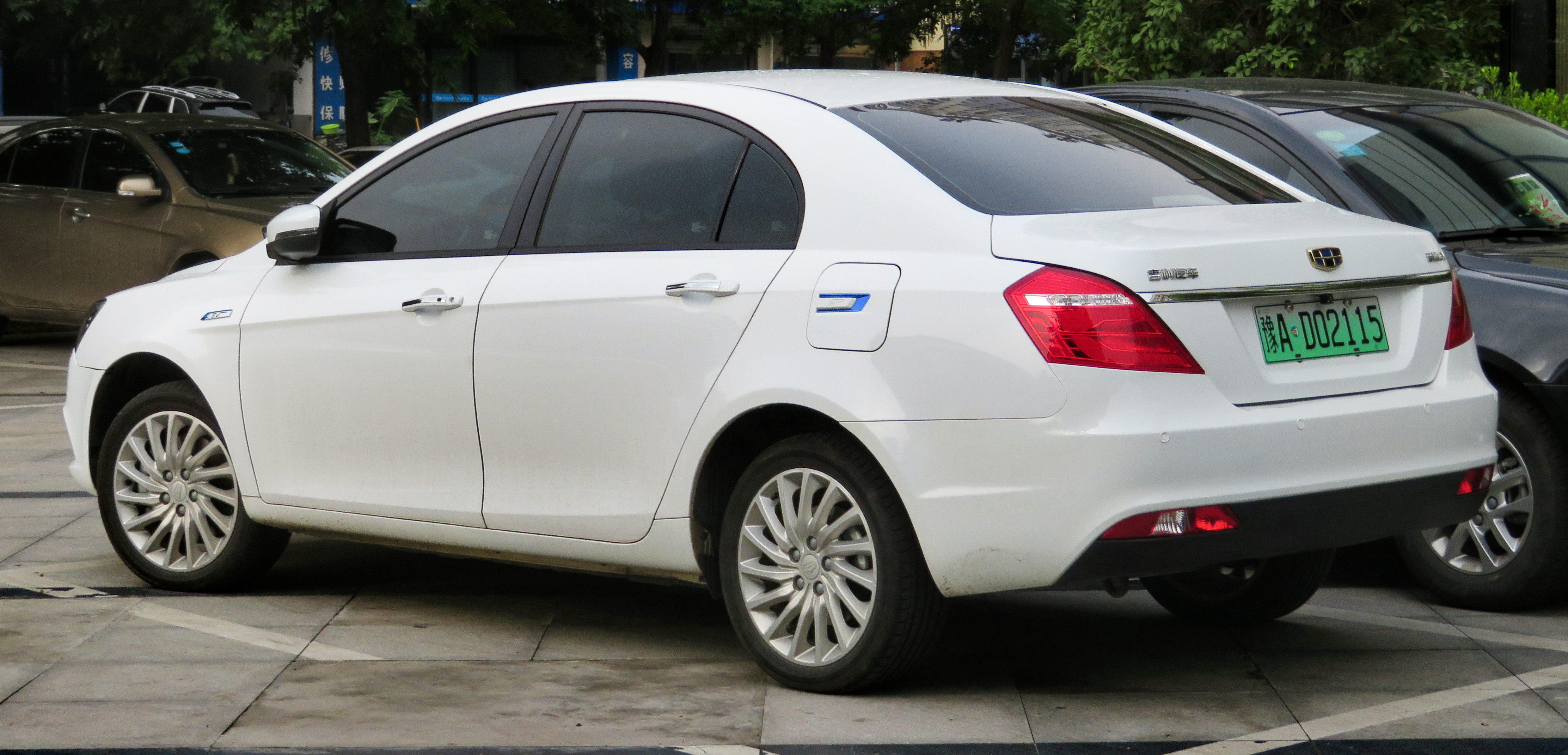
Geely Emgrand EV рестайлинг сзади

## Третье поколение (2018)
Третье поколение Geely Emgrand было официально представлено 6 марта 2018 года. Модель использовала ту же платформу, что лежит в основе моделей первого и второго поколений. Обновление включало в себя обновленную переднюю часть и полностью переработанную заднюю часть. Еще одно небольшое обновление модели 2019 года было проведено в связи с недавно принятым Национальным стандартом выбросов VI. Оно включало в себя слегка измененную решетку радиатора и воздухозаборники снаружи, а также новую информационно-развлекательную систему. 

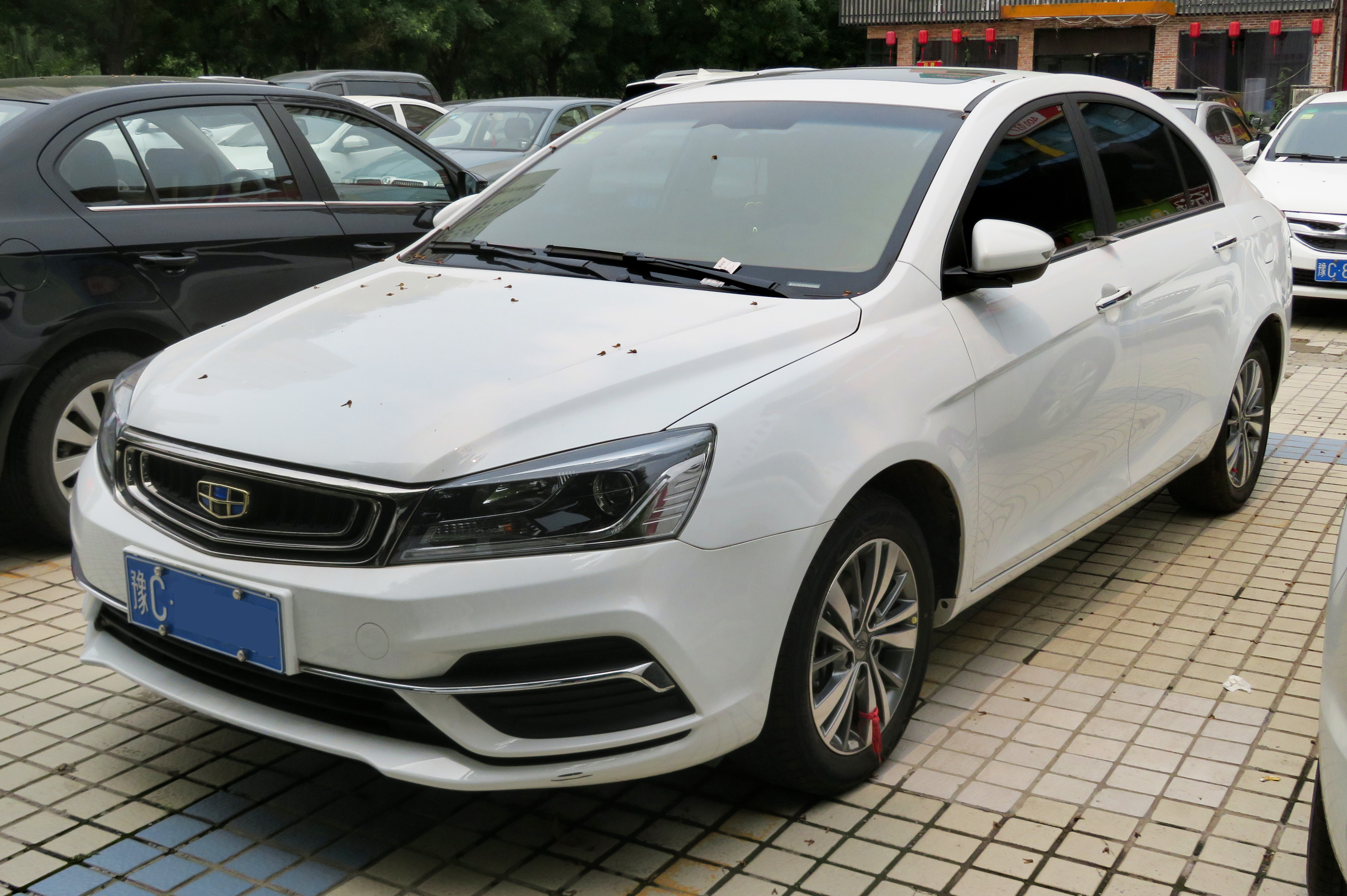
Geely Emgrand спереди
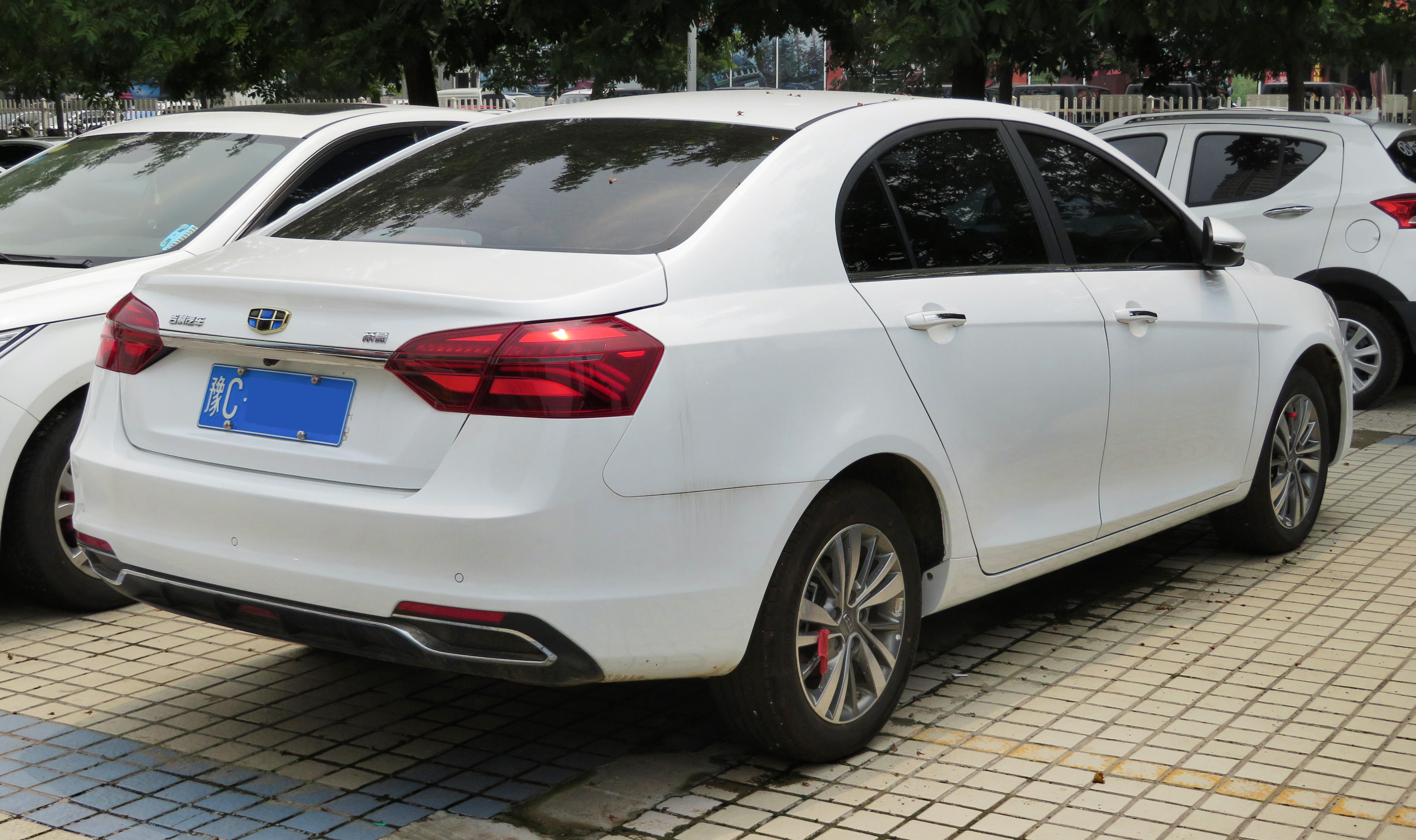
Geely Emgrand сзади

### Рестайлинг (2021)
Обновление под названием Geely Emgrand Up было запущена в декабре 2020 года вместе с Emgrand GL Up. Обновление произведено в рамках визального языка «4.0», и включало в себя решетку с вертикальными прорезями. 
На белорусский и российский рынок данная модель не поставлялась. 

## Четвёртое  поколение (2021)
Новости о седане Geely Emgrand (SS11) четвертого поколения появились в мае 2021 года. Модель была официально представлена в Китае в августе того же года. В отличие от предыдущих трёх поколений, автомобиль базируется на платформе Geely BMA. Его дизайн разработан в стиле Geely Preface и Geely Monjaro. 
На рынках России и Беларуси автомобиль появился в декабре 2023 года. Он оснащается двигателем BHE15-AFD (в поколении с 2023 года) объёмом 1,5 литра и мощностью 122 л. с., который был разработан в 2023 году в рамках совместного производства между компаниями Volvo и Aurobay. Двигатель сочетается в паре с пятиступенчатой МКПП или же с шестиступенчатой автоматической трансмиссией. До 100 км/ч заявленное время разгона составляет 12,6 секунд. 

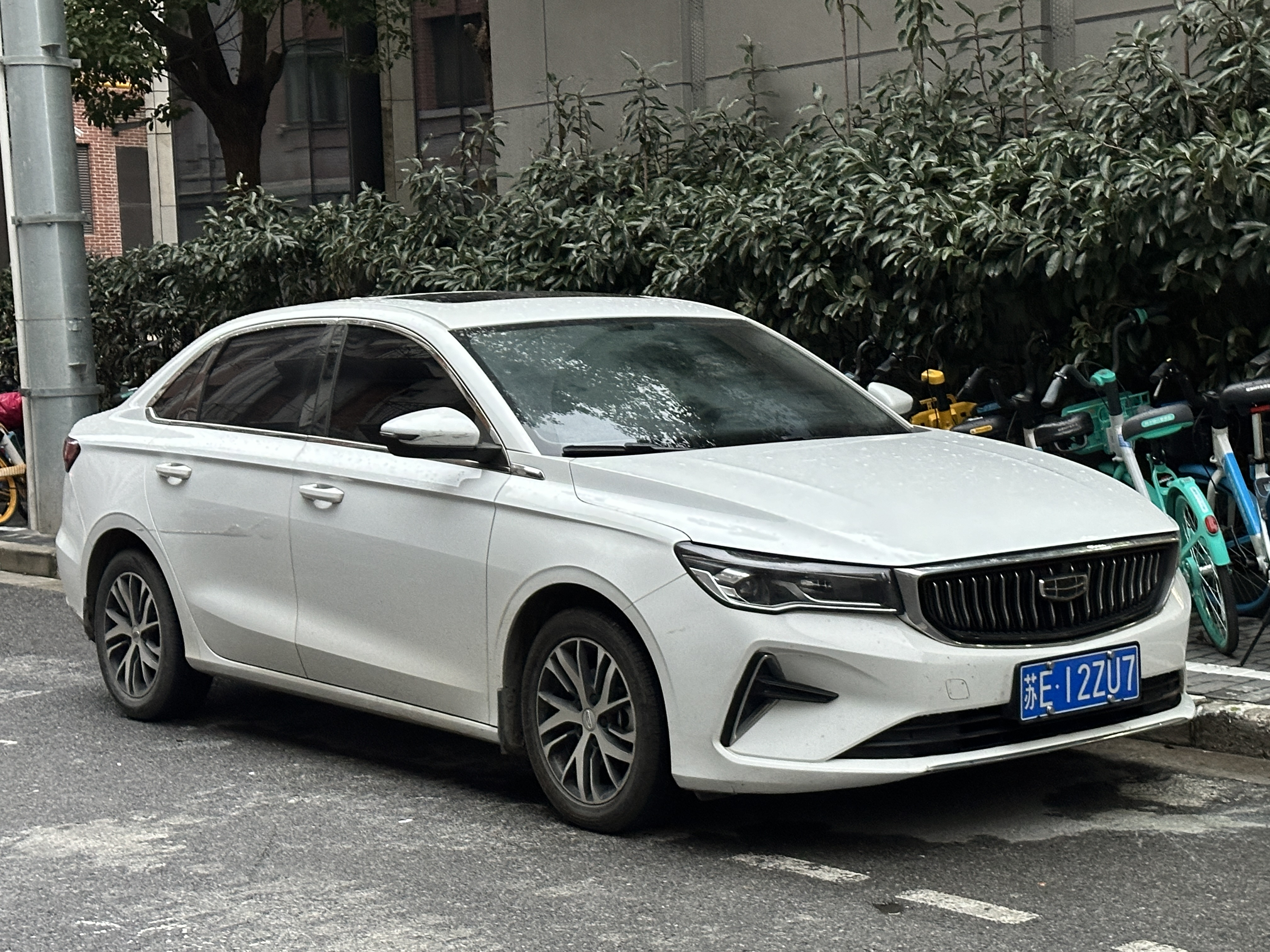
Geely Emgrand спереди
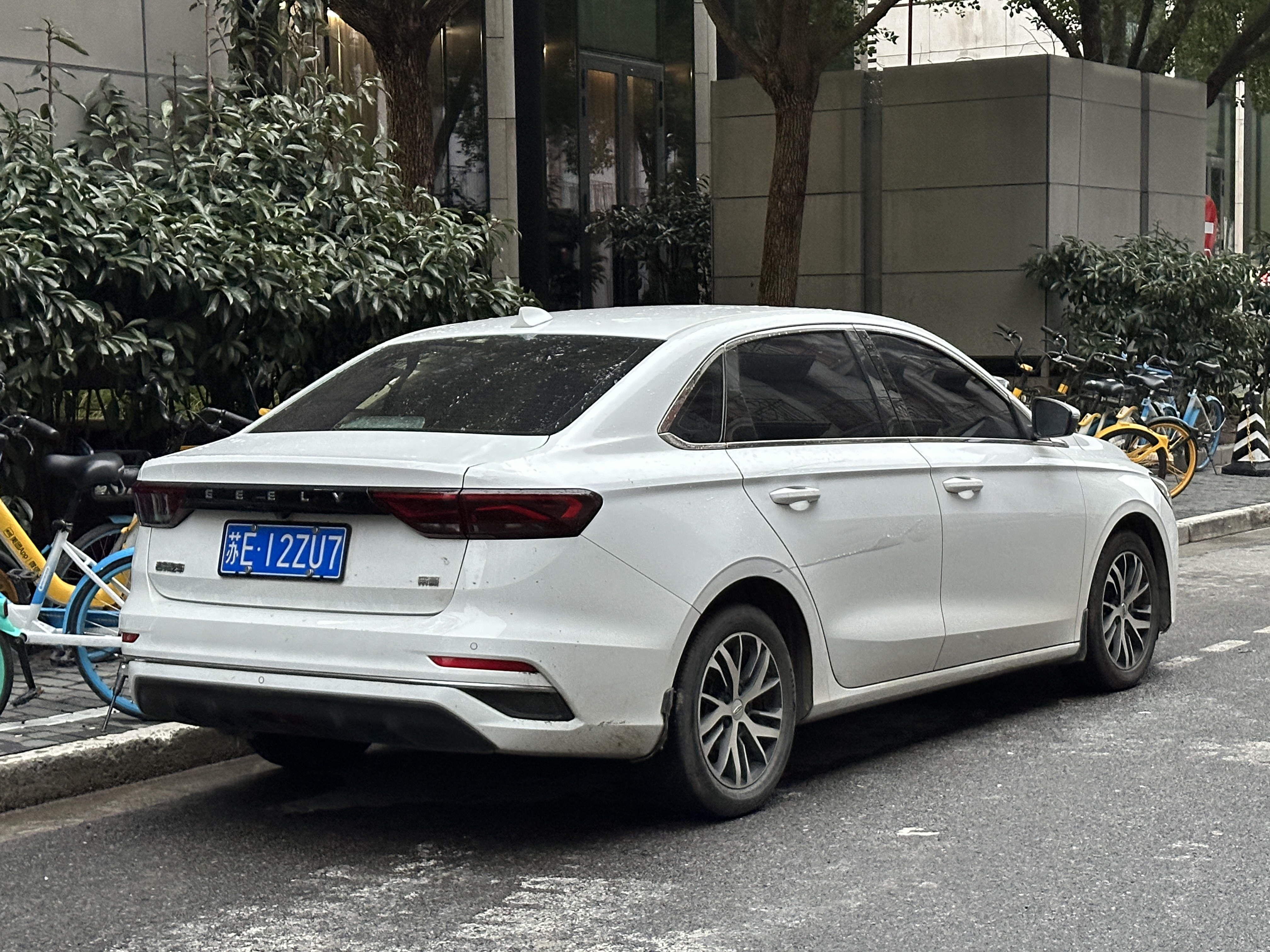
Geely Emgrand сзади

### BELGEE S50
В ноябре 2024 года завод «БЕЛДЖИ» начал выпуск данной модели под собственным брендом. Помимо логотипов и шильдиков BELGEE S50 отличается от Geely Emgrand отсутствием светодиодной полосы, соединяющей задние фонари в топовой комплектации.

### Proton S70
Также четвёртое поколение Geely Emgrand выпускается малазийской автомобильной компанией Proton под названием Proton S70. Автомобиль был представлен 20 ноября 2023 года. Он стал первым седаном, выпущенным Proton после приобретения 49,9% акций компанией Geely в 2017 году.

## Галерея

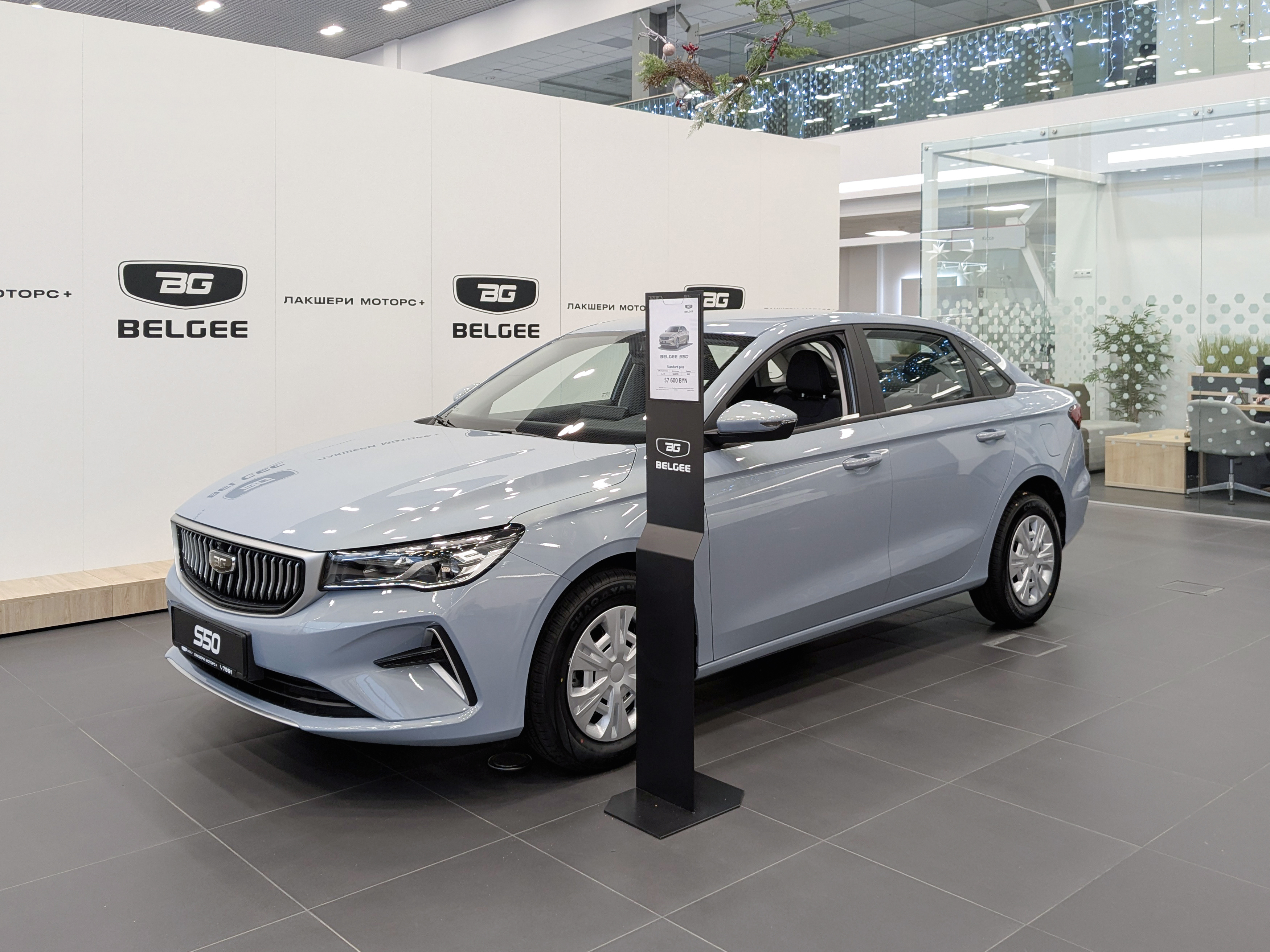
BELGEE S50 спереди
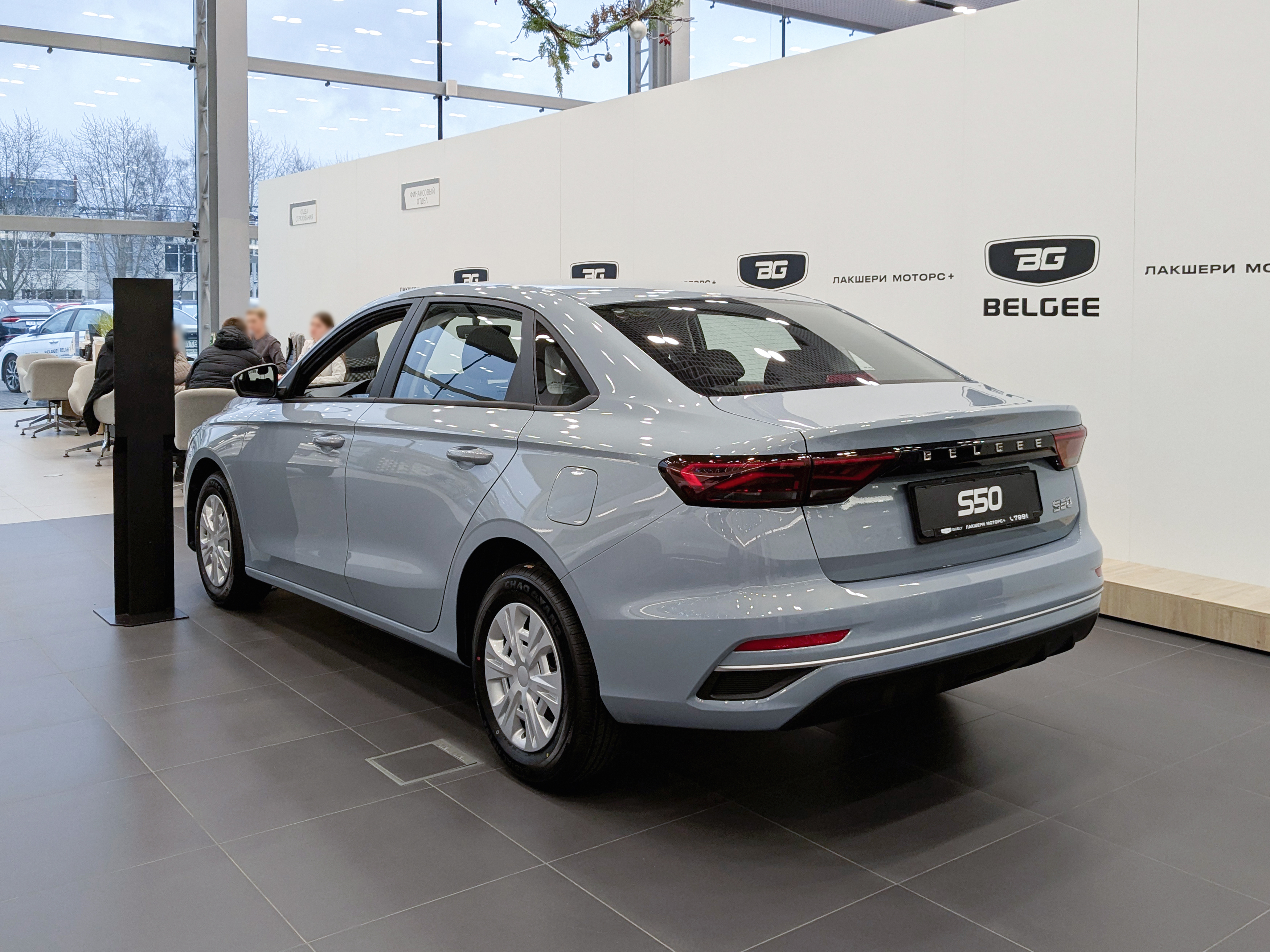
BELGEE S50 сзади
Proton S70 спереди
Proton S70 сзади